# 尼古拉·艾登
第二代亞芬伯爵尼古拉·艾登（Nicholas Eden, 2nd Earl of Avon，1930年10月3日—1985年8月17日），英國保守黨政治家，前英國首相安东尼·艾登之子。他曾於戴卓爾夫人的政府出任環境事務次官（Under Secretary of State for the Environment），但在1983年因愛滋病離職，並在不久之後去世。他死時僅54歲，未婚，故其爵位一併同歸斷絕。

## 经历
尼古拉是第一代亞芬伯爵安東尼·艾登与第一任妻子生下来的第二个孩子，长兄在1945年的缅甸战役中战死。
1977年，尼古拉因父親逝世而继任为第二代亞芬伯爵，并以英國保守黨所属的上議院议员身份活跃于政坛。
1983年，他因愛滋病離職，1985年8月17日去世。他死時僅54歲，未婚、无继承人，故其亞芬伯爵之爵位一併同歸斷絕。